# 建威県
建威県（けんい-けん）は中華人民共和国甘粛省にかつて存在した県。現在の隴南市武都区北東部に相当する。
南北朝時代、北魏により設置された白水県を前身とする。北周により建威県と改称された。627年（貞観元年）、唐朝により廃止された。